# Megachile gigantea
Megachile gigantea är en biart som beskrevs av Heinrich Friese 1911. Megachile gigantea ingår i släktet tapetserarbin, och familjen buksamlarbin. Inga underarter finns listade i Catalogue of Life.